# Mačva (distrikt)

Mačva markerat i rött.

Mačva (serbiska: Мачвански округ/Mačvanski okrug) är ett distrikt (okrug) i nordvästra Serbien, beläget i den historiska regionen Mačva. Mačva tillhör Mellersta Serbien.